# Anton Seelos
Anton Seelos (4 marzo 1911 – 1º giugno 2006) è stato uno sciatore alpino austriaco.

## Palmarès

### Mondiali
- Oro a Innsbruck 1933 nella combinata.
- Oro a Innsbruck 1933 nello slalom.
- Oro a Mürren 1935 nello slalom.
- Oro a Mürren 1935 nella combinata.
- Argento a Mürren 1931 nello slalom.